# Ectropis plumosa
Ectropis plumosa är en fjärilsart som beskrevs av Semper 1901. Ectropis plumosa ingår i släktet Ectropis och familjen mätare. Inga underarter finns listade i Catalogue of Life.